# Tang Man To
Tang Man To (chiń. upr. 邓文滔; chiń. trad. 鄧文滔) – chiński montażysta filmowy. Od 2008 zmontował dziewięć filmów. W 2012 otrzymał nominację do nagrody Asian Film Award za najlepszy montaż filmu Podstępna gra. W 2015 wspólnie z Ka Tai Cheungiem otrzymał nominację do nagrody Hong Kong Film Award w kategorii najlepszy montaż za film Huang feihong zhi yingxiong you meng.

## Filmografia

### Jako montażysta

#### Filmy pełnometrażowe
| Rok  | Tytuł                                | Uwagi                    |
| ---- | ------------------------------------ | ------------------------ |
| 2007 | Dan sun bo lok                       | Jako asystent montażysty |
| 2007 | Bezwzględna gra                      | Jako asystent montażysty |
| 2008 | San guo zhi jian long xie jia        |                          |
| 2008 | Dai sei hei                          |                          |
| 2009 | Gong fu chu shen                     |                          |
| 2009 | Incydent                             |                          |
| 2010 | 14 ostrzy                            |                          |
| 2011 | Ji keung hei si 2011                 |                          |
| 2011 | Podstępna gra                        |                          |
| 2014 | Huang feihong zhi yingxiong you meng |                          |
| 2016 | Mei ren yu                           |                          |

## Nominacje
Źródło: Internet Movie Database
| Rok  | Nagroda              | Kategoria                                                |
| ---- | -------------------- | -------------------------------------------------------- |
| 2012 | Asian Film Award     | Best Editor (Podstępna gra)                              |
| 2015 | Hong Kong Film Award | Best Film Editing (Huang feihong zhi yingxiong you meng) |